# Gardner (Illinois)
Gardner és una població dels Estats Units a l'estat d'Illinois. Segons el cens del 2000 tenia 1.406 habitants.

## Demografia
Segons el cens del 2000, Gardner tenia 1.406 habitants, 558 habitatges, i 392 famílies. La densitat de població era de 522 habitants/km².
Dels 558 habitatges en un 35,3% hi vivien nens de menys de 18 anys, en un 56,8% hi vivien parelles casades, en un 8,8% dones solteres, i en un 29,7% no eren unitats familiars. En el 26% dels habitatges hi vivien persones soles l'11,5% de les quals corresponia a persones de 65 anys o més que vivien soles. El nombre mitjà de persones vivint en cada habitatge era de 2,52 i el nombre mitjà de persones que vivien en cada família era de 3,04.
Per edats la població es repartia de la següent manera: un 26,8% tenia menys de 18 anys, un 7,7% entre 18 i 24, un 31,2% entre 25 i 44, un 22,2% de 45 a 60 i un 12,1% 65 anys o més.
L'edat mediana era de 34 anys. Per cada 100 dones de 18 o més anys hi havia 95,6 homes.
La renda mediana per habitatge era de 42.500 $ i la renda mediana per família de 51.827 $. Els homes tenien una renda mediana de 45.288 $ mentre que les dones 25.694 $. La renda per capita de la població era de 18.995 $. Aproximadament el 6% de les famílies i el 6,8% de la població estaven per davall del llindar de pobresa.

## Poblacions més properes
El següent diagrama mostra les poblacions més properes.